# Неорганска хемија
Неорганска хемија, анорганска хемија или минерална хемија је део хемије који изучава хемијска својства и реакције свих хемијских елемената осим угљеника и њихових једињења као и хемијске процесе који се збивају међу њима. Једињења угљеника (са изузетком оксида угљеника, угљене киселине и њених соли - карбоната) изучава органска хемија. Гранична област неорганске према органској хемији су органометална једињења. Док та једињења у органској хемији служе само као помоћна средства или реагенси, неорганска хемија разматра координацијску хемију метала.
Историјски, неорганска хемија се бави супстанцама које нису настале као посљедица органског живота, односно као производ живих бића. Од синтезе урее 1828. године коју је извео Фридрих Велер, када је добио органску супстанцу уреу из неорганског једињења амонијум цијанида, нестала је јасна граница између супстанци из неживе (неорганска једињења) и живе природе (органска једињења). Тако је данас познато да бројни организми производе неорганска једињења, док се у лабораторији могу добити готово сва органска једињења. Прављење разлике између ове две области је и даље смислено, јер се механизми реакција и структура једињења у органској и неорганској хемији значајно разликују.

## Историја
Многа неорганска једињења и неке неорганске реакције су биле познате још у антици. Добијање метала из руда (злато, сребро, бакар, калај, олово, жива), производња керамике, стакла (Египат), порцелана (Кина), минералних боја (цинабарит, оловна бела, бакар зелена), сумпор, креч (у грађевинарству), соли (попут кухињске), сода (за прављење стакла и сапуна), шалитра и многа друга једињења такође спадају у неорганску хемију.
У доба алхемичара, у 13. веку, биле су познате методе прављења сумпорне киселине, разређене хлороводичне киселине, азотне киселине, златотопке (смесе азотне и хлороводичне киселине за растварање злата), а многе од њих у Европу су донели арапски алхемичари. Касније је Јохан Рудолф Глаубер око 1650. значајно унапредио процес производње многих киселина, као и начин добијања пушљиве хлороводичне киселине.
Роберт Бојл у свом главном делу The Sceptical Chemist описао је удаљавање од аристотелских теорија алхемије и увођење експерименталног истраживања и закључака који се изводе на тим експериментима. Значајна је његова претпоставка да су хемијски елементи састављени из нераздвојивих, истих, сићушних атома, док су хемијска једињења састављена из бројних, малих али различитих елемената. Џорџ Ернст Стал и Јохан Јоахим Бечер су почетком 18. века развили теорију флогистона. Овом теоријом, која се 80 година касније испоставила као нетачна, могли су се на хемијски начин објаснити процеси сагоревања, оксидације и редукције као и врења. Узрок неуспеха теорије флогистона је била до тада непозната и неоткривена супстанца у ваздуху, која је касније откривена као кисеоник.
Џозеф Пристли је интензивно проучавао ваздух и открио да је у саставу ваздуха садржана супстанца које омогућава дисање и подржава оксидацију метала до металних оксида. Загрејавањем жива(II) оксида, Пристли је успео да добије супстанцу у гасовитом стању која омогућава дисање и сагоријевање, а успео је и да одреди удео овог гаса у ваздуху. Тек је Антоан Лавоазје изучавајући резултате до којих је дошао Пристли из његових истраживања донео закључак да ова новооткривена супстанца (кисеоник) мора бити нови хемијски елемент. На темељу Лавоазјеових закључака потврђена је теорија елемената коју је Бојл поставио, као и теорија да су елементи састављени из бројних, идентичних, недељивих атома. Такође је потврђено и схватање да се хемијско једињење састоји из више различитих елемената.
Као чисти елементи тада су разврстани метали злато, сребро, бакар, калај, олово, цинк, као и неметални елементи фосфор, сумпор, угљеник, кисеоник, азот и други. Осим тога, Лавоазје је спознао да се при свакој реакцији и хемијској промени супстанци збир мâса улазних и излазних производа остаје иста (Закон одржања масе). Стари, алхемијски симболи и описи неорганских супстанци су замењени рационалним ознакама са појединачним елементарним јединицама хемијских једињења. Лавоазјеова теорија оксидације представљала је револуционарну новину у хемији, која је омогућила будућим хемичарима да проналазе нове елементе.
Готово у исто време дошло је до открића електричне струје, за шта су заслужни Луиђи Галвани и Алесандро Волта. Помоћу тада направљеног Волтиног стуба разлагањем воде формирани су гасовити елементи кисеоник и водоник и одређен је тачан састав воде мерењем запремине и тежине два гаса.
Хамфри Дејви је помоћу Волтиног стуба успио да добије нове елементе натријум и калијум. Џон Далтон је саставио, додуше врло непрецизну, табелу атомских маса за све до тада познате елементе, а Јакоб Берцелијус је пронашао начин за одређивање релативно тачних атомских маса метала и других елемената и развио систем означавања елемената са једним или два латинична слова заснован на латинским именима елемената. Такође је увео појам релативне атомске масе са кисеоником као основном масом. Амедео Авогадро је поставио хипотезу да се у простору исте величине и на истој температури увек мора налазити исти број честица неког гаса. У наредном периоду уследила је потрага за новим хемијским елементима, одређивањима њихових тачних релативних атомских маса и истраживање њихових особина кроз реакције са другим једињењима, што су били основни правци деловања тадашњих хемичара у области неорганске хемије.
Жозеф Луј Ге-Лисак је развио титрацију те је могао одредити количински удео појединих елемената у неком неорганском једињењу. Касније је ушло у употребу електрогравиметријско таложење за одређивање удела минералних узорака. Роберт Бунзен је побољшао методу добијања струје изумом батерије на бази цинка и угљеника. У његовој лабораторији дошло је до открића нових елемената магнезијума, хрома и стронцијума. Спектрална анализа коју је Бунзен усавршио довела је касније и до открића елемената цезијума и рубидијума, а касније је и Вилијам Ремзи дошао до открића хелијума.
Лотар Мејер и Дмитриј Мендељејев су сортирали хемијске елементе по атомским масама и особинама спајања са другим у периодни систем елемената. На тај начин могло се лакше предвидјети хемијско понашање елемената као и тражење још непознатих елемената у систему.
Сванте Август Аренијус, Јакобус Хенрикус ван ’т Хоф и Вилхелм Оствалд су дошли до закључка да су молекули киселина, база и соли у воденим растворима заправо у облику јона. Ово откриће дисоцијације соли и киселина било је основа за нове важне спознаје (нпр. механизме реакције и хемијску кинетику) као и за нове методе мерења у хемији (нпр. мерење pH вредности, кондуктометрије и сл.).

## Једињења
Међу неорганска једињења се традиционално убрајају елементи и сва хемијска једињења који не садрже угљеник. Њима се додају и неки изузеци једињења угљеника, који су изграђени као и типични неорганска једињења или се хисторијски убрајају у неорганске. То су халкогениди угљика без присуства водоника (угљен-диоксид, угљеник моноксид, угљен-дисулфид, угљена киселина и карбонати, карбиди као и јонски цијаниди, цијанати и тиоцијанати. Цијановодоник (цијановодична киселина) се сматра граничним случајем те је проучава и органска и неорганска хемија. Иако се традиционално убраја у неорганску хемију, она се сматра нитрилом (органска група једињења) метанске киселине.
Литература, књиге и уџбеници из органске хемије су груписани по хемијским елементима периодног система. У већини књига обрађени су обим распрострањености елемената или хемијских једињења и начини њиховог добијања из минерала, соли, водених раствора или гасова. Осим тога, описани су важније реакције ових са другим елементима.

### Метали
Међу 118 хемијских елемената периодног система 76% су метали. Већ у периоду од 3000. до 2000. п. н. е. човек је из руда добијао бројне метале као што су калај, бакар, сребро и гвожђе. Ти и други метали добијали су се јаким загревањем минералних руда. Готово сви метали на собној температури су у чврстом стању и могу се већим или мањим загријавањем истопити. Изузетак представља жива која је на собној температури у течном стању. Могућност обликовања истопљених метала данас се користи у великом обиму за израду разних предмета. Карактеристика многих метала је добра проводљивост топлоте и електричне струје.
Од 19. века метали су се почели добијати помоћу електричне струје (електролизом и електролитичким рафинирањем). При том су откривени и нови елементи, попут алуминијума, алкалних и земноалкалних метала. У многе сврхе потребни су лаки метали као што је алуминијум или титанијум, чиме се добија на смањењу потрошње енергије и горива за авионе, аутомобиле, жељезничке локомотиве и бројне друге машине. Због отпорности на високе температуре и велике чврстоће, гвожђе је најважнији метал у аутомобилској индустрији. Међутим, површина гвоздених предмета подложна је стварању рђе у влажној околини. Све до 1980-тих година многа возила су била изложена значајном појавом корозије што им је смањивало век употребе. Десетак година касније, крајем 20. и почетком 21. века, готово сва возила имају заштитни слој на каросерији израђен од нерђајућих метала, као што је цинк.
Метали се употребљавају и за добијање електричне струје у склопу батерија и акумулатора. У неким јефтинијим батеријама на бази цинка и угљеника током пражњења цинк се оксидира у цинкове соли. Осим њих постоје и батерије на бази никла и металних хидрида (које се могу поновно пунити), литијумске батерије (врло лаке) или нешто јефтиније пуњиве батерије на бази олова и олово оксида. Легирање метала може дати металима многе боље особине него што их испољавају чисти елементи. На пример дуралуминиј је мешавина састављена из магнезијума, бакра и алуминијума која има много већу чврстоћу од чистог алуминијума. Вудов метал је легура од 50% бизмута, 26,7% олова, 13,3% калаја и 10% кадмијума са изузетно ниском тачком топљења, а користи се за топиве облике. Друге важне легуре су бронза (бакар и калај), месинг (бакар и цинк) и челик (гвожђе са различитим уделима других метала, али обавезно угљеника).
Неки метали се могу спајати са неметалима у кристалне структуре испољавајући нове особине. Силицијум се спаја са германијумом, индијумом или арсеном. Тако настали кристали се користе као полупроводници (диоде и светлеће диоде) у електроници. Други метали, попут тантала, пронашли су употребу као кондензатори. Метали или метални јони при реакцијама у гасној фази или некој течности делују као катализатори, на пример гвожђе при реакцијама амонијака или јони алуминијума код синтезе полиетилена.

### Соли и минерали
Вода је најважнија супстанца неорганске хемије. Она има ковалентне, поларне везе између атома и може добро растварати многе неорганске соли. Температурни распон између тачке топљења и тачке кључања воде омогућава живот на нашој планети растворљивошћу органских и неорганских супстанци у текућој води.
Неорганске соли се разликују међу собом по растворљивости у води. Због различитих нивоа растворљивости у води многе соли се могу одвојити једна од друге путем филтрирања. Мешавина две соли која су растворљиве у води, на пример баријум хлорид и натријум сулфат, може довести до стварања тешко растворљиве соли (као што је баријум сулфат). Ако је производ растворљивости неке соли низак, она се исталожи.
Многи катјони метала са сулфидним анјонима граде раствор тешко растворљивих сулфида. Правилним избором киселина и база одређене групе хемијских елемената се могу превести у талоге својих сулфида, те се затим могу одредити или измерити. У аналитичкој хемији таложење сулфида је један од важнијих корака за проучавање металних катјона. Они се такође налазе и у саставу стена и минерала. Метали у стенама су често везани у облику силиката, а они нису готово никако растворљиви у води. Осим врло јаких киселина, неоргански хемичари користе и соду (натријум хидроксид) за растварање садржаја стена.
- Бетон: У грађевинарству, силикати имају веома важну улогу, на пример алуминијум силикати, који су познати и као глина. Ако се глина помеша са кречом настаје цемент. Мешањем песка и иситњеног камења са цементним малтером настаје бетон. Готово све модерне грађевине данас највећим делом садрже бетон.
- Порцелан: Друга врста глине је каолин. Помешан са кварцом и фелдспатом, каолин се пече и настаје порцелан.
- Стакло: Уколико се у кварцни песак дода сода и загрева на 1000 °C, настаје стакло.

Слабо растворљиве соли се користе и као пигменти који дају боју лаковима. Неорганска једињења имају велики значај и као вештачка ђубрива. Ове соли су углавном добро растворљиве у води, мада при ђубрењу превелика растворљивост није пожељно својство. Амонијум сулфат, калијум хлорид и фосфатна ђубрива (нешто слабије растворљива у води) у знатној мери побољшавају плодност тла.

### Киселине и базе
Неке од важнијих неорганских (минералних) киселина су:
- - sumporna kiselina
- - хлороводонична киселина (сона киселина)
- - азотна киселина
- - фосфатна киселина

Међу важне неорганске базе спадају:
- натријум хидроксид
- амонијак

Неорганске киселине и базе су неопходне за добијање неорганских соли и многих органских супстанци. Количински, сумпорна киселина је једно од најважнијих једињење хемијске индустрије. Деловањем неорганских киселина метали се разлажу у соли истискујући водоник из киселина. Знање о киселинама и базама је знатно проширено теоријом дисоцијације.

### Гасови
Многе реакције са неорганским једињењима су повезане са отпуштањем разних гасова. При електролизи воде настају гасови водоник и кисеоник.
Код хлор-алкалне електролизе настају гасови водоник и хлор. Они могу међусобно реагирати дајући гас хлороводоник, који даље реагирајући са водом гради хлороводоничну киселину. Сагоријевањем сумпора у ваздуху развија се гас сумпор диоксид. У присуству катализатора (ванадијум оксида) два молекула сумпор диоксида могу да реагују са једним атомом кисеоник градећи сумпор триоксид. Растварајући се у води, сумпор триоксид даје сумпорну киселину. Сумпороводик се може добијати из пирита (FeS2) и солне киселине.
Угљен-диоксид настаје, између осталог, загријавањем калцијум карбоната на пример при жарењу креча код производње цемента. Кад се цемент стврдне, поновно упија угљеник диоксид из ваздуха. Азот из ваздуха и гас водоник могу се спојити под високим притиском и температуром од 500 °C дајући гас амонијак, а тај процес производње амонијака се назива Хабер-Бошов процес. Амонијак се помоћу такозваног Оствалдовог процеса може спојити са кисеоником у азот моноксид који даље реагује са једним атомом кисеоника и прелази у азот диоксид. Његовим растварањем у води добија се азотна киселина. Помоћу Линденовог процеса, из ваздуха се утечњавањем могу издвојити кисеоник, азот и аргон. Забележен је растући тренд индустријског добијања чистих гасова, као и изучавање процеса за одвајање гасова помоћу изузетно финих порозних мембрана (гасних мембрана). Такође, врло важна област за изучавање гасова у ваздуху је атмосферска хемија.

### Остали
Неоргански катиони се могу јављати у различитим оксидационим стањима као чврсте соли или у растворима. То има за последицу да они такође могу имати бројне различите анјоне као противтежу. У растворима са катјонима се могу спајати наелектрисане групе (зване лиганди, као што су хлориди, тиоцијанати и други) или неке без набоја (попут амонијака или воде преко слободних електронских парова) те градити обојене комплексе. Тако се добијају комплекси са неколико лиганада на катјону (најчешће четири или шест), у складу са оксидационим бројем.
Јони прелазних метала (титанијума, ванадијума, хрома, мангана, гвожђа, кобалта, никла, бакра), који поседују d-љуску, граде са лигандима комплексе разних боја. Јон бакра(II) са амонијаком гради плаво обојени бакар тетрамин комплекс. У пруском плавом, гвожђе(III) хексацијаноферату, сваки јон гвожђа је окружен са шест цијанидних јона као лигандима.
Теорија лигандног поља описује просторну координацију и утицај електронске структуре јона и природе лиганда на састав и структуру комплекса. Помоћу магнетохемије и боје раствора, неоргански хемичари могу проучавати координацију таквих комплекса. У перманганат анјону манган(VII) садржи четири атома кисеоника као лиганде. Живо обојени комплекс калијум перманганата у титрацији служи за количинско одређивање садржаја.
И органске киселине попут ЕДТА (квантитативно одређивање земноалкалних јона), винске или лимунске киселине (са бакром(II) као Фелингов реагенс или Бенедиктов реагенс за одређивање оксидираних шећера) као и диоксими (диацетилдиоксим за одређивање никла) могу се често спајати на катионе као живо обојени лиганди (тачније хелати).

## Неорганске реакције
У неорганској хемији бројност и разноликост реакција игра велику улогу. Међу њима неке од најважнијих су редокс реакције и реакције између база и киселина. Ове реакције су увијек равнотежне реакције, међутим равнотежа код оваквих реакција врло често се налази снажно помакнута на неку страну те изражена је веома висока енталпија реакције. Због тога су и многе реакције у неорганској хемији релативно брзе и дају врло високе приносе. Насупрот њима, у органској хемији многе реакције су споре али равнотежне, те не дају често високе приносе.
Код редокс реакција електрони се преносе са једног реагенса на други. Типична редокс реакција је реакција два или више хемијска елемента који дају неко једињење. Најпознатије редокс реакције су, између осталих, експлозивна реакција водоника и кисеоника којом настаје вода и реакција корозије при којој неплеменити метали (на пример гвожђе) реагирају са кисеоником дајући оксиде.
Реакције киселина и база су оне код којих се преносе протони. При томе киселине дају базама један или више протона. Као резултат таквих реакција настају углавном вода и соли. Међу најпознатијим таквим реакција је реакција хлороводоничне киселине са содом чиме настаје натријум хлорид и вода. Пошто се ове врло брзо одвијају, могу се врло прецизно проверити и пратити помоћу индикатора, и као такве играју врло важну улогу у аналитичкој хемији.
У неорганској хемији добијање нерастворљивих соли или гасовитих једињења је важан покретач за реакције, јер током њих производи реакције напуштају равнотежни положај те се реакција у потпуности креће само у једном правцу. Тако на пример додавање раствора баријум хлорида у већу количину натријум сулфата даје реакцију таложења тешко растворљивог баријум сулфата, а та реакција је у толикој мери потпуна, да се након филтрирања баријум сулфата у раствору преосталог натријум хлорида више не може доказати присуство баријумових јона:
Као пример једне усмерене равнотежне реакције на основу испарљивих гасова је претварање амонијум хлорида са натријевом содом у испарљиви амонијак:
Такве реакције у аналитичкој хемији су такође веома важне.
Бројна неорганска једињења се могу распадати на вишим температурама, при чему се из њих ослобађају гасови. Пример такве реакције је жарење креча, када се из калцијум карбоната ослобађа угљеник диоксид, а преостаје калцијум оксид.

## Теоретска неорганска хемија
Једна алтернативна перспектива на област неорганске хемије почиње са Боровим моделом атома, и користећи оруђа и моделе теоретске хемије и рачунарске хемије, проширује се иницијално на везивање једноставних и затим комплекснијих молекула. Прецизни квантно механички описи мултиелектронских врста из области неорганске хемије су тешко изводиви. Стога је овај изазов изнедрио многе семи-квантитативне или семи-емпиријске приступе укључујући молекуларно орбиталну теорију и теорију лигандног поља. Упоредо са тим теоретским описима, приближне методологије су нашле примену, укључујући теорију функционалне густине.
Изузеци теорија, квалитативни и квантитативни, су изузетно важни у развоју поља. На пример,  је скоро дијамагнетичан испод собне температуре, док теорија кристалног поља предвиђа да би молекул требало да има два неспарена електрона. Неслагање између квалитативне теорије (парамагнетик) и уоченог својства (дијамагнетик) је довело до развоја модела за „магнетно спаривање“. Ти побољшани модели су довели до развоја нових магнетних материјала и нових технологија.

## Подобласти неорганске хемије
- Хемија метала
- Хемија неметала
- Хемија комплекса, укључујући бионеорганску хемију
- Хемија чврстог стања
- Кристалографија
- Структурна хемија
- Органометална хемија
- Колоидна хемија
- Атмосферска хемија
- Хемија минералних киселина

## Техничка примена
Неорганска хемија је основа бројних и различитих техничких области примене, као што су:
- Хемија полупроводника
- Минералогија
- Металургија
  - Производња гвожђа и челика
- Производња цемента, малтера и бетона
- Производња керамике